# Nhịp sinh học

Biểu đồ nhịp sinh học

Nhịp sinh học (tiếng Anh: biorhythm) là một chu trình giả thiết về tình trạng khỏe mạnh hay năng lực sinh lý, cảm xúc, hoặc trí thông minh.
Cụ thể hơn, lấy một ví dụ, người ta cho rằng có thời điểm một người rất dễ mắc bệnh, còn có lúc khác thì không. Các thời điểm này cứ lặp đi lặp lại rất nhiều lần và có quy luật. Quy luật đó gọi là nhịp sinh học. Và chúng sẽ dao động đều trong khoảng -100% đến 100% trong đồ thị nhịp sinh học (số càng lớn thì càng mạnh).
Cũng bởi vì vậy nên có rất nhiều lý thuyết cũng như nhiều loại nhịp sinh học khác nhau. Không có gì đảm bảo những loại nhịp sinh học này là chính xác, bởi vì bản thân con người luôn chịu nhiều tác động từ môi trường, và đời sống xã hội.
Chưa có bằng chứng khoa học về nhịp sinh học. Một lí thuyết mô tả hoạt động cơ thể và tâm lý con người mang tính dự đoán chỉ dựa trên các công thức tuần hoàn điều hòa rõ ràng là quá sơ sài, thiếu chính xác và lí luận được coi là Ngụy khoa học.

## Các nhịp sinh học cơ bản
Biểu đồ nhịp sinh học với 3 đường cơ bản và một đường bổ sung, với trục ngang chỉ thời gian, chính giữa là ngày hiện tại.
Lý thuyết cổ điển của nhịp sinh học gắn liền với Hermann Swoboda ở đầu thế kỷ 20, ông được cho là người đưa ra chu trình 23 ngày cho nhịp sức khỏe và 28 ngày cho nhịp tình cảm.
Năm 1920, Alfred Teltschercho rằng chu trình của trí thông minh là 33 ngày.
Chúng ta sẽ thấy một chuỗi số thú vị: 23-28-33, và số tiếp theo là 38 được cho là chu trình của trực giác.

## Công thức tính toán
Do có chu trình đều và lặp lại, với mốc thời gian là ngày sinh, hoàn toàn dễ hiểu với các hàm số sau:
- Sức khỏe: {\displaystyle sin(2\pi t/23)}
- Tình cảm: {\displaystyle sin(2\pi t/28)}
- Trí tuệ: {\displaystyle sin(2\pi t/33)}
- Trực giác: {\displaystyle sin(2\pi t/38)}
- Thẩm mỹ: {\displaystyle sin(2\pi t/43)}
- Nhận thức: {\displaystyle sin(2\pi t/48)}
- Tinh thần: {\displaystyle sin(2\pi t/53)}

Với t là thời gian tính từ khi người đó được sinh ra.

## Sử dụng
Nhịp sinh học đã được sử dụng như một cách "tiên đoán" về ngày xấu, tốt, vận may, tình hình sức khỏe, công việc, vân vân. Tuy nhiên nó hoàn toàn thiếu cơ sở và không tính đến sai số thực tế.